# Gabrielle Berthoud
Pour les articles homonymes, voir Berthoud (homonymie).
Gabrielle Berthoud, née le 15 juin 1907 à Grandchamp (commune de Boudry) et morte le 5 avril 1987 à Neuchâtel, est une historienne suisse.

## Biographie
Elle suit l'enseignement du gymnase cantonal à une période où peu de jeunes filles suivent cet enseignement. « C'est peut-être à ce moment qu'elle développe un féminisme pétri de soif d'équité et de défense de certains droits ».
Elle effectue des études de lettres à Neuchâtel de 1926-1929 où elle est l'élève d'Arthur Piaget. Ensemble ils écrivent un ouvrage critique consacré au livre des martyrs de Jean Crespin paru en 1564 qui recense les protestants ayant subi le martyre pour leur foi. Elle obtient sa licence ès lettres à l'âge de 22 ans. Durant un séjour à Paris (1930-1933) elle fait la connaissance de l'éditrice Eugénie Droz et suit les cours d'Abel Lefranc et d'Augustin Renaudet. 
Professionnellement, elle enseigne le latin, le français et l'histoire à l'école secondaire de Boudry-Cortaillod (1934-1948) ainsi qu'à l'école supérieure de jeunes filles de Neuchâtel (1948-1970). Membre du comité de rédaction du Musée neuchâtelois (1944-1985), elle est présidente de la Société d'histoire et d'archéologie du canton de Neuchâtel (1950-1953). 
Ses nombreuses publications (1928-1986) se rapportent à l'histoire de la Réforme protestante, la propagande religieuse et l'Histoire du livre. Elle est spécialiste des origines de la Réforme dans les pays romands tout en étant également reconnue dans le domaine de la propagande religieuse réformée.
L'université de Neuchâtel lui confère le grade de docteur honoris causa en 1980. La revue historique neuchâteloise lui rend hommage en publiant un numéro en son honneur en 1982.

## Archives
Ses archives scientifiques, conservées aux Archives de l'État de Neuchâtel, donne une idée des recherches qu'elle a effectuées sur la Réforme, sur Jean Calvin et Guillaume Farel, sur la propagande religieuse, sur l'histoire du livre et sur le XVIe siècle. Elles contiennent divers types de documents : notes de travail, brouillons, imprimés, correspondance, photocopies diverses. L'inventaire détaillé du fonds est consultable sur le portail des archives neuchâteloises.
- Fonds : Gabrielle Berthoud (1962-1986).  Cote : BERTHOUD GABRIELLE. Archives de l'État de Neuchâtel (présentation en ligne).

Son fonds d'archives personnelles, conjoint avec sa sœur Annie, pharmacienne, est conservé aux Archives de la Ville de Neuchâtel.

## Publications
- Gabrielle Berthoud, Le pasteur Antoine Mermet : de Dombresson à Nérac, 1536-1607, In: Mélanges d'histoire du XVIe siècle offerts à Henri Meylan, 1970, 139-152 p.
- Gabrielle Berthoud, Antoine Marcourt, réformateur et pamphlétaire : du « Livre des marchans » aux Placards de 1534, Genève, Librairie Droz, coll. « Travaux d'Humanisme et Renaissance » (no 129), 1973, IX-330 p. (présentation en ligne), [présentation en ligne].
- Gabrielle Berthoud, Bible et foi réformée dans le Pays de Neuchâtel, 1530-1980 : exposition organisée par la ville de Neuchâtel et l'Église réformée évangélique du canton de Neuchâtel à l'occasion du 450e anniversaire de la Réformation neuchâteloise : Neuchâtel, Bibliothèque de la Ville, 1er octobre - 7 décembre 1980 : catalogue, Neuchâtel : Bibliothèque de la Ville, 1980, 93 p.

## Sources
- Maurice de Tribolet, « Berthoud, Gabrielle » dans le Dictionnaire historique de la Suisse en ligne, version du 23 août 2001.
- Maurice de Tribolet, « Arthur Piaget : philologue, archiviste et historien », dans Biographies neuchâteloises, tome 4,p.229, Hauterive, G.Attinger, 2005